# 81 (số)
81 (tám mươi mốt) là một số tự nhiên ngay sau 80 và ngay trước 82.
- Căn bậc hai của 81 là 9.
- Bình phương của 81 là 6561.
- 1/81 = 0,01234567890123456789...